# Phytomyza brunnipes
Phytomyza brunnipes este o specie de muște din genul Phytomyza, familia Agromyzidae, descrisă de Carl Gustav Alexander Brischke în anul 1881.
Este endemică în Polonia. Conform Catalogue of Life specia Phytomyza brunnipes nu are subspecii cunoscute.